# Bingambo
Bingambo (ou Bigambo) est un village du Cameroun situé dans la région du Sud et le département de l'Océan, sur la route qui relie Kribi à Lolodorf. Il fait partie de la commune de Lolodorf.

## Population
En 1967, la population était de 306 habitants, principalement des Ngoumba. Lors du recensement de 2005, on y dénombrait 652 personnes.

## Infrastructures
La localité dispose d'une école publique.